# Luigi Consonni
Luigi Consonni (Seregno, Provincia de Monza y Brianza, Italia, 7 de febrero de 1977) es un exfutbolista y entrenador italiano.

## Trayectoria

### Como futbolista
Fue criado futbolísticamente en la Juventus de Turín en su cantera, pero debutaría futbolísticamente con el Fiorenzuola en la Serie C1, permanecería allí 4 años, para luego llegar al Rimini que en ese momento se encontraba en Serie C2 donde se podría afianzar comotitular indiscutido, teniendo 22 años, a la temporada siguiente llega a Pistoiese de la Serie B, donde tendría una gran temporada, incluso fue considerado como uno de los mejores del torneo de segunda división.
El año siguiente se trasladó al Cosenza, donde sería introducido entre los cadetes, pero con la camisa "rossoblù" no podría repetir el buen desempeño del año anterior, también debido a una mala racha para su equipo que parece tener muchas deficiencias. Después de haber registrado 15 apariciones en la única temporada que estuvo en el equipo, pasó a formar parte de Salernitana por medio de una cesión, pero aquí no pudo retomar su nivel, incluso con su club perdieron la categoría, lo que haría que recalara a la temporada siguiente en el S.P.A.L. de Ferrara, donde estaría jugando en Serie C1 siendo titular indiscutido en el año y medio que jugó, lo que hace que el Napoli se fije en él, jugaría 15 partidos de temporada regular y 2 de play offs; con su club alcanzan el 3º lugar en la tabla, la final de los play offs que perdieron ante el Avellino y pese a sus buenas actuaciones, el club no le renovaría contrato, por lo que en el 2005 recalaría en el Grosseto con el que ascenderían a Serie B con el histórico primer lugar de la Serie C1, siendo el primer título de su carrera y ganando el ascenso directo. Sus últimos dos clubes fueron Albinia y Roselle.

### Como entrenador
El 19 de noviembre de 2012 vuelve al Grosseto, en el papel de segundo entrenador de Lamberto Magrini. El 18 de diciembre, los dos son cesados. El 5 de mayo de 2016 gana el título del campeonato de Giovanissimi Provinciali con el Roselle. En 2017, tras su retiro como futbolista, se convierte en el entrenador del refundado Grosseto, pero es cesado el 23 de enero de 2018. El 14 de enero de 2019, Consonni es contratado por el Grosseto para entrenar a la categoría Juniores. La temporada siguiente pasa a la categoría Allievi Regionali.

## Clubes
| Club                 | País   | Año         |
| -------------------- | ------ | ----------- |
| Fiorenzuola          | Italia | 1996 - 2000 |
| Rimini               | Italia | 2000 - 2001 |
| Pistoiese            | Italia | 2001 - 2002 |
| Cosenza              | Italia | 2002 - 2003 |
| Salernitana (cedido) | Italia | 2003 - 2003 |
| S.P.A.L.             | Italia | 2003 - 2005 |
| Napoli               | Italia | 2005        |
| Grosseto             | Italia | 2005 - 2012 |
| Albinia              | Italia | 2012 - 2014 |
| Roselle              | Italia | 2014 - 2017 |

## Palmarés
| Club     | País   | Año         | Nombre               |
| -------- | ------ | ----------- | -------------------- |
| Grosseto | Italia | 2006 - 2007 | Serie C1             |
| Grosseto | Italia | 2007        | Supercopa de Serie C |